# Rhinogobiops nicholsii
Rhinogobiops nicholsii är en fiskart som först beskrevs av Bean 1882.  Rhinogobiops nicholsii ingår i släktet Rhinogobiops och familjen smörbultsfiskar. Inga underarter finns listade i Catalogue of Life.